# Wilhelm Sebastian von Belling

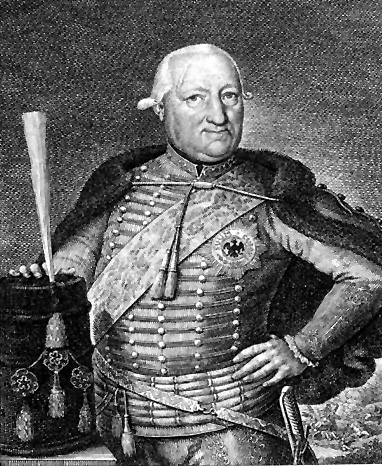
Wilhelm Sebastian von Belling

Wilhelm Sebastian von Belling (* 15. Februar 1719 in Paulsdorf, Kreis Marienwerder; † 28. November 1779 in Stolp) war ein preußischer Husarengeneral und einer der bedeutendsten Reitergenerale Friedrichs des Großen.

## Leben

### Herkunft
Wilhelm Sebastian stammte aus dem alten pommerschen Geschlecht von Belling, das 1277 zuerst urkundlich erwähnt wurde und seinen Stammsitz im Dorf Bellin bei Ueckermünde hatte. Ein Christoph von Belling wurde 1595 von Kurfürst Johann Georg von Brandenburg zum Rittmeister ernannt. Ein brandenburgischer Oberst Johann Georg von Belling fiel 1685 vor Ofen. Von den 23 Bellings, die während des Siebenjährigen Krieges im preußischen Heer dienten, fielen zwanzig.
Er war der Sohn von Oberstleutnant Johann Abraham von Belling († 1755) und Katharina von Kospoth, zudem ein Enkel des 1689 beim Sturm von Bonn gefallenen brandenburgischen Generalmajors Johann Georg von Belling.

### Militärlaufbahn
Er wurde 1719 auf dem Landgut Paulsdorf geboren und trat 1737 als Fähnrich – wegen seiner geringen Körpergröße nur in ein Garnisonsbataillon – in Kolberg ein, wurde aber 1739 von König Friedrich Wilhelm I. als Kornett für die zu der Zeit in Ostpreußen verdoppelten Husarenschwadronen ausgesucht. 1741 verdankte er einer weiteren Vermehrung der Husaren die Versetzung als Premierleutnant in das Husarenregiment Zieten und kämpfte bei Mollwitz, Hohenfriedeberg und Kesselsdorf.

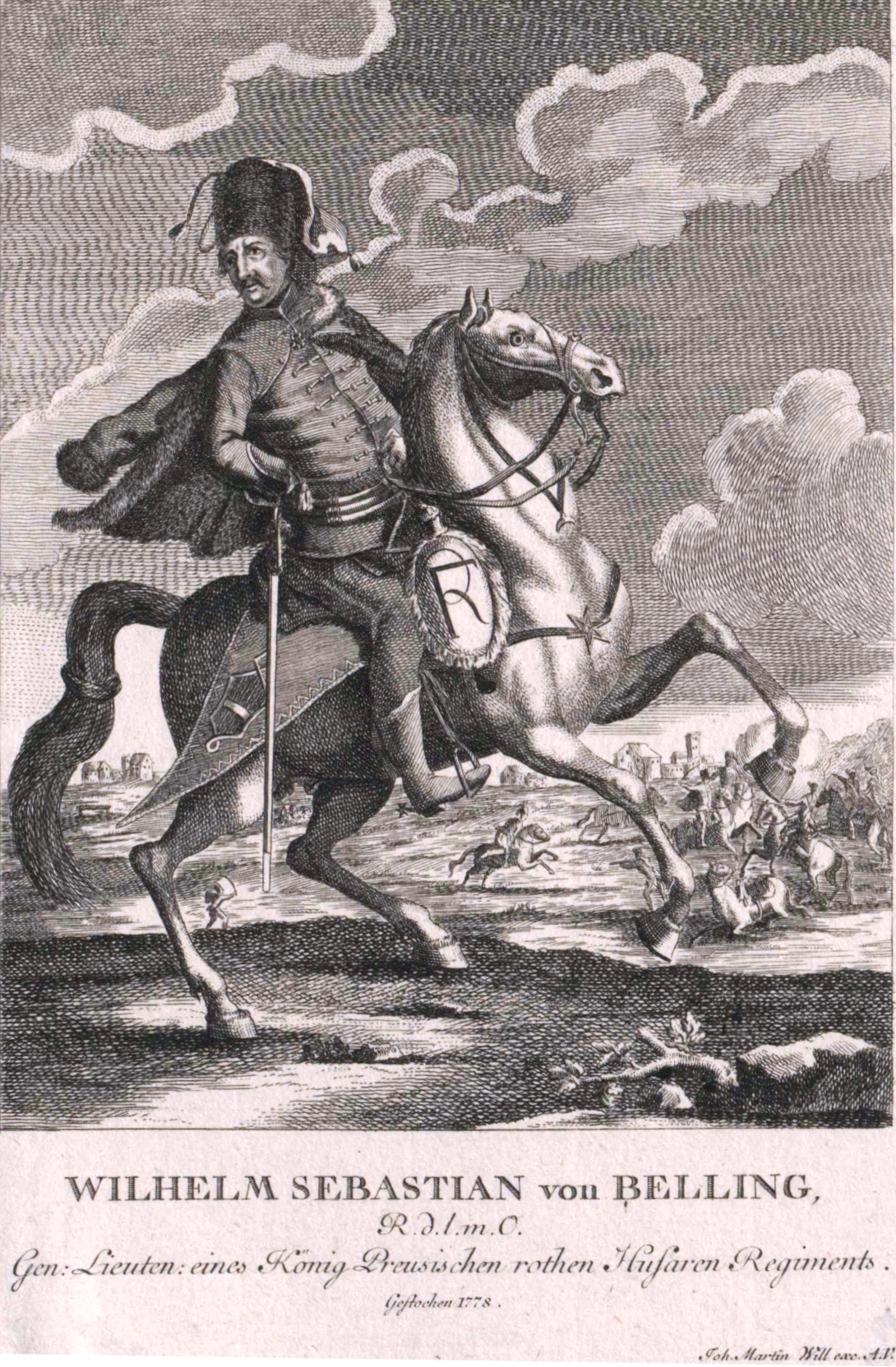
Wilhelm Sebastian von Belling

Seit 1749 Major, machte Belling die Schlachten bei Prag und Kolin mit und erhielt 1757 den Orden Pour le Mérite. Als Friedrich 1758 seinem Bruder Heinrich zur Verstärkung der Truppen in Sachsen die Aufstellung eines neuen Husarenbataillons genehmigte, überwies er ihm auch Belling, der zum Oberstleutnant befördert wurde, als Kommandeur. Diese neuaufgestellten Husaren trugen eine schwarze Uniform mit grüner Verschnürung und auf ihren ungarischen Filzhüten ein liegendes Skelett mit Stundenglas und Hippe und der Devise „vincere, aut mori“. (Aut vincere aut mori „Entweder siegen oder sterben.“) Sie erlangten als „schwarze Husaren“ schnell einen großen Ruf.
Zwar nahm er nur noch an zwei offenen Feldschlachten teil, denen bei Kunersdorf und Freiberg, zeigte aber desto öfter seine Tapferkeit und Gewandtheit im kleinen Krieg.
Bei dem sogenannten Paßberg nahm er 1759 zwei kaiserliche Regimenter mit drei Kanonen und vier Fahnen gefangen und wurde dafür vom König zum Oberst ernannt. In den Jahren von 1759 bis 1761 widerstand Belling in Pommern und Mecklenburg mit seinem Husarenregiment und einigen Bataillonen Infanterie, zusammen etwa 5000 Mann, der ganzen schwedischen Armee und hemmte all ihre Operationen. Auf einem Streifzug geriet Blücher, damals Husar in schwedischen Diensten, in seine Gefangenschaft (1760). Da er mit dem jungen mecklenburgischen Junker verschwägert war, schickte er ihn nicht in die Kriegsgefangenschaft, sondern überzeugte ihn, in sein eigenes Regiment einzutreten.
1762 wurde Belling Generalmajor und 1776 Generalleutnant. Im Bayerischen Erbfolgekrieg, dem sogenannten „Kartoffelkrieg“ (1778), zeichnete er sich beim Einmarsch in Böhmen über Tollenstein und Gabel, wo zwei österreichische Bataillone gefangen wurden, so sehr aus, dass ihm Friedrich II. als Belohnung den Schwarzen Adlerorden und eine Gehaltszulage von 1000 Talern verlieh.
Belling starb bald nach der Rückkehr in die Friedensgarnison zu Stolp.

### Familie
Er war seit 1747 mit Katharina Elisabeth von Grabow aus dem Hause Woosten († 1774) verheiratet. Das Paar hatte folgende Kinder:
- Karl (1748–1846)
- Anna Dorothea (1747–1818) ⚭ Friedrich von Goeckingk (1738–1813), preußischer Husarengeneral
- Friedrich Wilhelm Ferdinand Ludwig (legitimiert 1777)
- Dorothea Elisabeth Henriette auf Wussow ⚭ Ludwig Franz Ernst von der Goltz (1753–1831)

## Ehrung
Der Bildhauer Ferdinand Hartzer schuf die Bronzebüste des Generals, die in der westlichen Feldherrnhalle der Ruhmeshalle im Berliner Zeughaus aufgestellt war. Sie ging in den Wirren des Zweiten Weltkrieges verloren.